# Éditions Caravelle
Éditions Caravelle est une entreprise d’édition de jeux de rôle et de jeux de société française. 
Créée par Camille Guirou grâce au lancement d'une souscription pour son tout premier jeu de rôle, Crimes, elle doit sa création au studio d'écriture les Écuries d'Augias. Elle a également produit le jeu Yin & Yang et le jeu de rôle intitulé Nains et jardins.
En 2008, les Éditions Caravelle ont arrêté leur activité ; le secteur jeux de rôle de l'éditeur a été repris par Les Écuries d'Augias.